# Debian Manifesto
Le Debian Manifesto est le document original définissant la distribution Linux Debian. Il a été écrit par Ian Murdock en 1993 et révisé pour la dernière fois le 3 avril 2007 (7 octobre 2006 pour la version française). Il appelait pour une nouvelle distribution Linux ouverte.